# Джак от сенките
„Джак от сенките“ е повест на американския писател Роджър Зелазни, комбинираща научна фантастика и фентъзи. По думите му името на книгата е отдаване на почит към Джак Ванс. Във въведението към повестта той споменава, че се е опитал да улови някой от екзотичните пейзажи в произведенията на Ванс.
Издадена е за пръв път през 1971 г. в няколко броя на „Magazine of Fantasy and Science Fiction“, а по-късно същата година и като отделна книга. През 1972 година е номирана за награда Хюго и същата година завършва под номер 4 в класацията на Локус за най-добра повест.

## Сюжет
Повестта се развива в свят, едната половина на който е винаги осветена, а другата е потънала в мрак. В осветената част културата е технологична, докато в тъмната страна е разпространена магията.
В тъмната страна живеят могъщи магически същества черпещи сили от местата, които обитават. За разлика от тях Джак от Сенките черпи сили от местата, където светлината и мрака се срещат. Единственият му приятел е Морнингстар, същество наказано да стои на границата между осветената и тъмната страна в очакване на изгрева.
За да осъществи своето отмъщение Джак започва да търси изгубения ключ на Колиния. С помощта на технологиите на светлата страна успява да го открие и обединява всички царства на тъмната страна. В опит да възстанови стореното по време на своето управление търси съвет от Морнингстар, който го съветва да унищожи Машината в сърцето на света. Разрушаването ѝ е съпроводено с различни катаклизми, а светът променя скоростта, с която се върти.
Повестта завърша с падането на Джак от висока кула, а освободения Морнингстар (дочакал изгрева предизвикан от промяната във въртенето на света) лети към него в опит да го спаси. Съдбата на Джак остава неизвестна.
Зелазни отхвърля предложенията на феновете за продължение и казва: „Не смятам да пиша продължение. Хареса да приключа книгата с такъв неопределен завършек.“

## Номинации за награди
- Номинация за награда Хюго, 1972 година[2]
- Номинация за награда Локус, 1972 година[2]